# I Want You (singel Savage Garden)
"I Want You" ("Pragnę Cię") – pierwszy singel australijskiego duetu Savage Garden, promujący album o tym samym tytule. Piosenkę wydano 30 czerwca 1996 i 11 lutego 1997 nakładem Columbia. Autorem tekstu są Darren Hayes i Daniel Jones.
W Wielkiej Brytanii piosenka osiągnęła #11 miejsce.

## Lista utworów

### Australian [red] single
1. "I Want You" – 3:53
2. "Fire Inside the Man" – 4:11

### Australia [blue] remix single
1. "I Want You" (original radio version) – 3:54
2. "I Want You" (Flu Club Mix) – 6:22
3. "I Want You" (Pee Wee Club Mix) – 6:30
4. "I Want You" (Flu Radio Edit) – 3:44
5. "I Want You" (Flu Midnight Mix) – 6:24

### U.S. CD single
1. "I Want You" – 3:53
2. "Tears of Pearls" – 3:46

### U.S. maxi single
1. "I Want You" (album version) – 3:53
2. "I Want You" (Jason Nevins' Radio Remix) – 3:37
3. "I Want You" (Bastone Club Mix) – 8:30
4. "I Want You" (I Need I Want Mix) – 7:55
5. "I Want You" (Hot Radio Mix) – 3:33

### "I Want You '98" (UK CD1)
1. "I Want You '98" (Bascombe Mix)
2. "I Want You" (Sash! Radio Edit)
3. "To the Moon and Back" (karaoke version)

### "I Want You '98" (UK CD2)
1. "I Want You '98" (Sash Extended Mix)
2. "I Want You" (Sharp Miami Mix)
3. "I Want You" (Xenomania Funky Mix)

### "I Want You (UK 12" Vinyl/CD-Maxi)
1. I Want You (Xenomania Funky Mix)
2. I Want You (Xenomania 12" Club Mix)
3. I Want You (Sharp Miami Mix)
4. I Want You (Album Version)

### "I Want You (US 12" VINYL)
1. I Want You (Jason Nevins Radio Mix)
2. I Want You (Album Version)
3. I Want You (Bastone Club Mix)
4. I Want You (I Need I Want Mix)